# ダイハツ・ロッキー
ロッキー（ROCKY）は、ダイハツ工業が製造・販売する小型SUVである。

## 概要
初代モデルは当時流行のライトクロカンとして1990年（平成2年）6月に発売され、日本国内では1997年（平成9年）4月までの約6年10か月間、海外では2002年（平成14年）までの約12年間発売された。
海外での販売終了から約17年間のブランクを経て、2019年（令和元年）11月にクロスオーバーSUVとして車名が復活した。
なお、公式には2代目は名前のイメージがコンセプトに合致したことから「ロッキー」と名付けただけで、初代の後継車ではないとしているが、本記事では便宜上2代目として扱う。

## 初代 F300S型（1990年 - 2002年）
本格的なラダーフレームの上に、排気量1,600 ccのガソリンエンジン、3ドア・レジントップのボディーを載せる。レジントップは取り外しができ、簡単にオープントップとすることも可能である。ガソリンの挿入口は右側となっている。
当時は数少ないコンパクトサイズのクロカンであったが、1988年（昭和63年）発売のスズキ・エスクードに市場で先行されたこと、当初からAT車の設定が無かったこと、ラガー共々最後まで3ドアのみだったこと、クロカンらしさを全面に出した武骨で地味な外見などが災いし、販売面は芳しいものではなかった。更にモデル後期の1994年（平成6年）には、後にダイハツの親会社となるトヨタ自動車から乗用車感覚のクロスオーバーSUVの先駆けとなるトヨタ・RAV4が登場し、国内市場での競争力不足は決定的となった。
エンジンはHD-E型1,600 cc 直列4気筒 SOHCであり、アプローズに搭載されていたものを縦置きした。最高出力は105馬力で、ディーゼルエンジンの設定はない。
トランスミッションは5速フロアMTと4速フロアATの2タイプ。
駆動方式は、トランスファーを用いたパートタイム4WDと、ロック機構付きセンターデフを持つフルタイム4WDとの、2タイプがあった。パートタイムのトランスファーは従来どおりローレンジを備える2速であったが、フルタイムではセンターデフにスペースを割かれた結果として1速となり、高い駆動力が必要だが副変速機を装備できない車種に見られるエクストラロー（ギア比が1速より低い）の設定もなかった。ロッキーのフルタイム4WDは、イージードライブの提供と、リヤアンチスピンブレーキ（ASB）の装備を実現するために採用された面が大きい。
当初日本国内では、下からDX、SE、SXの3グレード構成となっており、全グレードにパートタイム4WDが設定されたが、DXにはフルタイム4WDの設定がなかった。
補給部品の種類を少なくするため、当初、樹脂製オーバーフェンダーの色数を絞っていた。そのため、グレーメタリックとブラックメタリックの単色以外の全てのボディーカラーで、下半がグレーメタリックのツートーンとなっていた。
ベルトーネが製造・販売した、フリークライマー2のベースにもなっている。

### 年表
- 1990年6月 発表・発売。CMキャラクターは相原勇。
- 1992年3月 AT車の追加。フルタイム4WD車の廃止。
- 1993年8月 マイナーチェンジ。灯火類やフロントグリルの変更。新グレードの追加など。
- 1997年3月[3] 国内向けの生産完了。在庫対応分のみの販売となる。
- 1997年6月 同社の提携先（当時）のトヨタ自動車のRAV4との競合もあり、一回り大きいサイズのラガーとロッキーともども国内向けの在庫対応分の新車登録（新車販売）を全て完了した。海外市場では2002年頃まで販売が継続されていた。

## 2代目 A20#S/210S/25#RS型（2019年 - ）
2代目は5ドアのクロスオーバーSUVとなり、2019年（令和元年）7月にモデルチェンジされた4代目タントに次ぐ「DNGA（ダイハツ・ニュー・グローバル・アーキテクチャー）」採用車種で且つ、Bセグメント以下のクラスのコンパクトカー用プラットフォームである「DNGA-Bプラットフォーム」採用第1号の車種となる。親会社のトヨタ自動車との共同開発であり、同社では初の「DNGA」採用車種として、ライズの車種名で販売される。
ボディは全長と全幅を初代モデルから拡大する一方、全高は初代モデルより105 mm低くなっており、初代モデルからの5ナンバーサイズおよび全長4,000 mm以下を保持している。また、17インチの大径タイヤを採用しながらも最小回転半径を5.0 m（16インチタイヤ装着車は4.9 m）に抑えて高い小回り性を持たせている。ラゲージスペースはパンク修理キットや工具等の配置見直しによりアンダーラゲージが設けられており、付属の2段可変式デッキボードを活用することで荷室の高さや容量を変えることが可能で、6:4の分割可倒式となっているリアシートを倒すことで長尺物の積載も可能である。
エンジンは以前のクロカンモデルからダウンサイジングされ、1.0 L直列3気筒ターボエンジン1KR-VET型となり、トランスミッションはスプリットギアを用いた技術を採用し、変速比をワイドレシオ化した「D-CVT」と呼ばれるCVTとなった。2021年11月にはダイハツ自社製としては、2005年8月から2010年6月に販売されたハイゼット カーゴ ハイブリッド以来の設定となるハイブリッドモデルを追加。エンジンに発電専用の1.2 L直列3気筒エンジンWA-VEX型を搭載し、エンジンで発電した電気で走行するシリーズ式ハイブリッドシステム「e-SMART HYBRID」を採用。2つのモーターを並列配置し、バッテリーに4.3 Ahのリチウムイオン電池を採用することでシンプル構造とコンパクトサイズを実現。トランスアクスルの内製化などにより低価格も実現している。また、アクセルペダルの踏み加減を調整するだけで車速のコントロールが可能な「スマートペダル」も装備される。併せて、ガソリン2WD車はハイブリッド車の追加設定に合わせて、搭載エンジンを既に海外仕様車で採用実績がある1.2 L直列3気筒エンジンのWA-VE型へ換装され、それに伴い、ガソリン2WD車の型式が従来の5BA-A200Sから5BA-A201Sに変更された。
| ガソリンエンジン               | ガソリンエンジン       | ガソリンエンジン | ガソリンエンジン         | ガソリンエンジン           | ガソリンエンジン |
| エンジン                       | タイプ                 | 排気量 (cc)      | 最高出力 (kW (PS)/rpm)   | 最大トルク (Nm (kgm)/rpm)  | 備考             |
| ------------------------------ | ---------------------- | ---------------- | ------------------------ | -------------------------- | ---------------- |
| 1KR-VET型                      | 直列3気筒DOHC ICターボ | 996              | 72 (98) / 6,000          | 140 (14.3) / 2,400 - 4,000 |                  |
| WA-VE                          | 直列3気筒DOHC          | 1,196            | 64 (87) / 6,000          | 113 (11.5) / 4,500         |                  |
| ハイブリッド（e-SMART HYBRID） |                        |                  |                          |                            |                  |
| エンジン・ 電気モーター        | タイプ                 | 排気量 (cc)      | 最高出力 (kW (PS)/rpm)   | 最大トルク (Nm (kgm)/rpm)  | 備考             |
| WA-VEX                         | 直列3気筒DOHC          | 1,490            | 60 (82) / 5,600          | 105 (10.7) / 3,200 - 5,200 |                  |
| E1A型                          | 交流同期電動機         | -                | 78 (106) / 4,372 - 6,329 | 170 (17.3) / 0 - 4,372     | フロントモーター |

環境性能も向上されており、WLTCモード走行による排出ガスと燃料消費率（燃料消費率はJC08モード走行も併記）に対応しており、2WD車はガソリン・ハイブリッドを問わず「平成30年排出ガス基準50%低減レベル（☆☆☆☆）」認定を取得。併せて、ハイブリッド車は2030年度燃費基準を達成、ガソリン2WD車はエンジン換装による燃料消費率の向上により、同75%達成となった。
駆動方式はガソリン車のみ2WDと4WDがあり、4WDは走行状態や路面状況を検知し、ECUで前後輪に細かなトルク配分を行うとともに、滑りやすい路面の時はスリップ抑制と安定性向上のため後輪駆動力を高め、滑らない路面の時は実用燃費向上を図る為後輪駆動力を下げる電子制御式カップリング機構を用いた「ダイナミックトルクコントロール4WD」が採用されているほか、ディファレンシャルギアをボディ側に取り付けられたことでリアサスペンションを2WDと同じくトーションビーム式サスペンションが装着された。なお、4WD用のリアデフはド・ディオンアクスルが用いられる。ハイブリッド車は2WDのみとなる。
安全機能や先進機能も盛り込まれており、予防安全機能「スマートアシスト」や運転サポート機能「スマートアシストプラス」で構成された「次世代スマートアシスト」も採用されており、ロッキーでは、後方確認サポートの機能となるBSM（ブラインドスポットモニター）とRCTA（リアクロストラフィックアラート）が追加された。2021年11月の一部改良では、衝突警報機能と衝突回避支援ブレーキが夜間の歩行者検知にも対応し、標識認識機能は最高速度と一時停止に対応。さらに、路側逸脱警報機能、ふらつき警報機能も追加された。
また、「つないでサポート」・「見えるドライブ」・「見えるマイカー」・「つないでケア」で構成された「ダイハツコネクトサービス」、車内Wi-Fiサービス「ダイハツWi-Fi」、スマホアプリ連携の3つのサービスで構成された「ダイハツコネクト」に対応する（サービスを利用するには、メーカーオプションの「スマホ連携ディスプレイオーディオ」又は販売店オプションの「ダイハツコネクト」対応ナビゲーションを装着する必要がある）。

### 年表
- 2019年（令和元年）11月5日 - 発表・発売[5]。また、ダイハツが製造・販売するオリジナルの登録車としては元号が令和になってから最初に投入された車種でもある。キャッチフレーズは「新自由SUV」で、CMキャラクターは窪田正孝、CMソングは布袋寅泰の「Freedom In The Dark」[注釈 5]。

グレード体系は「L」・「X」・「G」・「Premium」の4グレードをラインナップする。「L」はUVカット遮音ガラス（フロントウィンドゥ）、UVカットガラス（フロントドア）、自発光式2眼メーター（タコメーター付）、マルチインフォメーションディスプレイ、マニュアル（ダイアル式）エアコン、16インチフルホイールキャップ、AHB（オートハイビーム）などを装備したベーシック仕様。「X」は運転席シートリフター、リアスピーカー、16インチアルミホイールなどが追加され、フロントウィンドゥガラスがUV&IRカット遮音に、フロントドアガラスがスーパーUV&IRカットに、メーターはアクティブ マルチ インフォメーションメーターに、マルチインフォメーションディスプレイは7インチTFTに、エアコンがオート（プッシュ式）にそれぞれグレードアップされ、フロントグリルと大型バックドアガーニッシュをピアノブラック調としたスタンダード仕様。「G」はLEDシーケンシャルターンランプ、助手席シートアンダートレイ、LKC（レーンキープコントロール）、全車速追従機能付ACC（アダプティブクルーズコントロール）、ツイーター、サイドビューランプなどが追加され、タイヤ&アルミホイールを17インチにサイズアップし、アルミホイールを切削仕様に、ドアハンドルをメッキ仕様に、AHBがADB（アダプティブドライビングビーム）にグレードアップしたハイグレード仕様。「Premium」は前述したBSMとRCTAが追加され、シート表皮をフルファブリック×ソフトレザー調（白ステッチ付）に、ステアリングホイールを革巻にグレードアップした最上級仕様となる。
ボディカラーは光にあたると朱色に輝く新規色かつロッキー専用色「コンパーノレッド（メーカーオプション）」を含む8色が設定されライズ設定色のうち「ターコイズブルーマイカメタリック」がロッキーでは選択できない。また、「コンパーノレッド」、「シャイニングホワイトパール」、「ブライトシルバーメタリック」の3色にはブラックマイカメタリックのルーフ・ドアミラーとの2トーンが設定されており、「G」はメーカーオプションで設定可能、「Premium」は標準設定（うち無償色となるのは「ブラックマイカメタリック×ブライトシルバーメタリック」のみで、他2色に関しては「G」の場合より有償色料金が減額される。モノトーン色は設定不可であった）となる。
アクセサリースタイルとして、ブラック塗装のエアロパーツやメッキ加飾で構成された「エレガンススタイル」、サテンシルバーを基調色にレッド加飾付アンダーガーニッシュで構成された「パワフルスタイル」、ボディカラー同色のエアロパーツで構成された「スポーティスタイル」の3種類が用意されている。
- 2020年（令和2年）6月1日 - 一部改良[6]。

最上級グレードの「Premium」において、発売当初設定不可となっていたモノトーン色が追加設定され、2トーンはメーカーオプション設定に変更された。なお、カラーバリエーションはハイグレードの「G」に準じる。
- 2021年（令和3年）
  - 3月3日 - マレーシアの現地合弁会社であるプロドゥアが、ロッキーをベースに外観等を変更したアティバ（Ativa）を発売。DNGA採用車種としては初の海外仕様車となった[7]。
  - 4月30日 - アストラ・ダイハツ・モーターを通じてインドネシアで発売[8]。日本と同じくロッキー（Rocky）として発売されるが、ボディサイズは日本仕様よりもサイズアップ（全長で+35mm、全幅と全高でそれぞれ+15mm）されており、トランスミッションはD-CVTに加えて5MTも設定されており、エンジンも日本と同じ直列3気筒・1.0Lターボエンジンに加え、DNGA基準で設計・開発された新開発の直列3気筒・1.2L自然吸気エンジンの追加設定が予定されている。また、日本同様にトヨタ自動車へのOEM供給も行われ、約50か国への輸出も予定されている。
  - 10月1日 - 11月上旬発売予定の新型モデルに関するティザーサイトを公開したことを発表[9]。
  - 11月1日 - 一部改良し、ハイブリッドモデルを追加[10]。キャッチフレーズは「爽快電動SUV」で、CMソングはKroiの「Juden」と、yamaの「天色」。

前述したハイブリッド車の追加、ガソリン2WD車のエンジン換装、「スマートアシスト」の機能強化に加え、一部グレードではパーキングブレーキが電動化され、旋回時に車両が外側に膨らんでいると検知した場合に、内輪にわずかな制動力を加えることで旋回方向を補正してコーナリングの安定化に寄与するCTA（コーナリングトレースアシスト）も搭載された。同時に、ハイブリッド車のみホイールハブには新たにPCD100.0/5穴が採用されている（ガソリン車は従来通り、PCD＝100.0/4穴）。
グレード体系が変更され、ガソリン車は従来の「G」と「Premium」を統合して「Premium G」となった。ハイブリッド車は「X HEV」と「Premium G HEV」の2グレードが設定される。ハイブリッド車には、搭載車の証として、左右のサイドフェンダーとバックドア左下にハイブリッドエンブレム（e-SMART HYBRID）が装着される[注釈 8]。
ボディカラーも一部変更となり、ブライトシルバーメタリックと入れ替えでスムースグレーマイカメタリックを設定。「Premium G」・「Premium G HEV」専用のツートーンカラーもブラックマイカメタリック×ブライトシルバーメタリックと入れ替えでブラックマイカメタリック×スムースグレーマイカメタリックが設定された。
- 2022年（令和4年）11月11日 - SUBARUに約30年8ヶ月ぶりの車名復活[注釈 9]となる「レックス」としてOEM供給を開始。グレード構成は「G」と「Premium G」相当の「Z」の2種で、エンジンラインナップは1.2Lエンジンの2WD車のみとなる。
- 2023年（令和5年）
  - 5月19日 - OEMのトヨタ・ライズを含むe-SMART HYBRID仕様車で、安全性を確認する側面衝突試験の手続きに不正が見つかったと発表し、製造・出荷ならびに販売を停止[11]。対象は約7～8万台に上る[12]。
  - 10月14日 - 上記の不祥事に伴う調査が長引き、生産再開の見通しが立たないことから、トヨタ・ライズを含むe-SMART HYBRID仕様車の受注を取り消すことが、同日までに販売店に通知された[13]。
- 2024年（令和6年）
  - 7月17日 - トヨタ・ライズを含むe-SMART HYBRID仕様車の生産を再開した[14]。
  - 11月5日 - ハイゼットカーゴ、アトレーと共に一部仕様変更[15]。安全性能を向上させるとともに、原材料価格の高騰などを受けてメーカー希望小売価格が改定され、グレードや駆動方式により94,100円～113,900円（10%相当の消費税込）値上げされた。

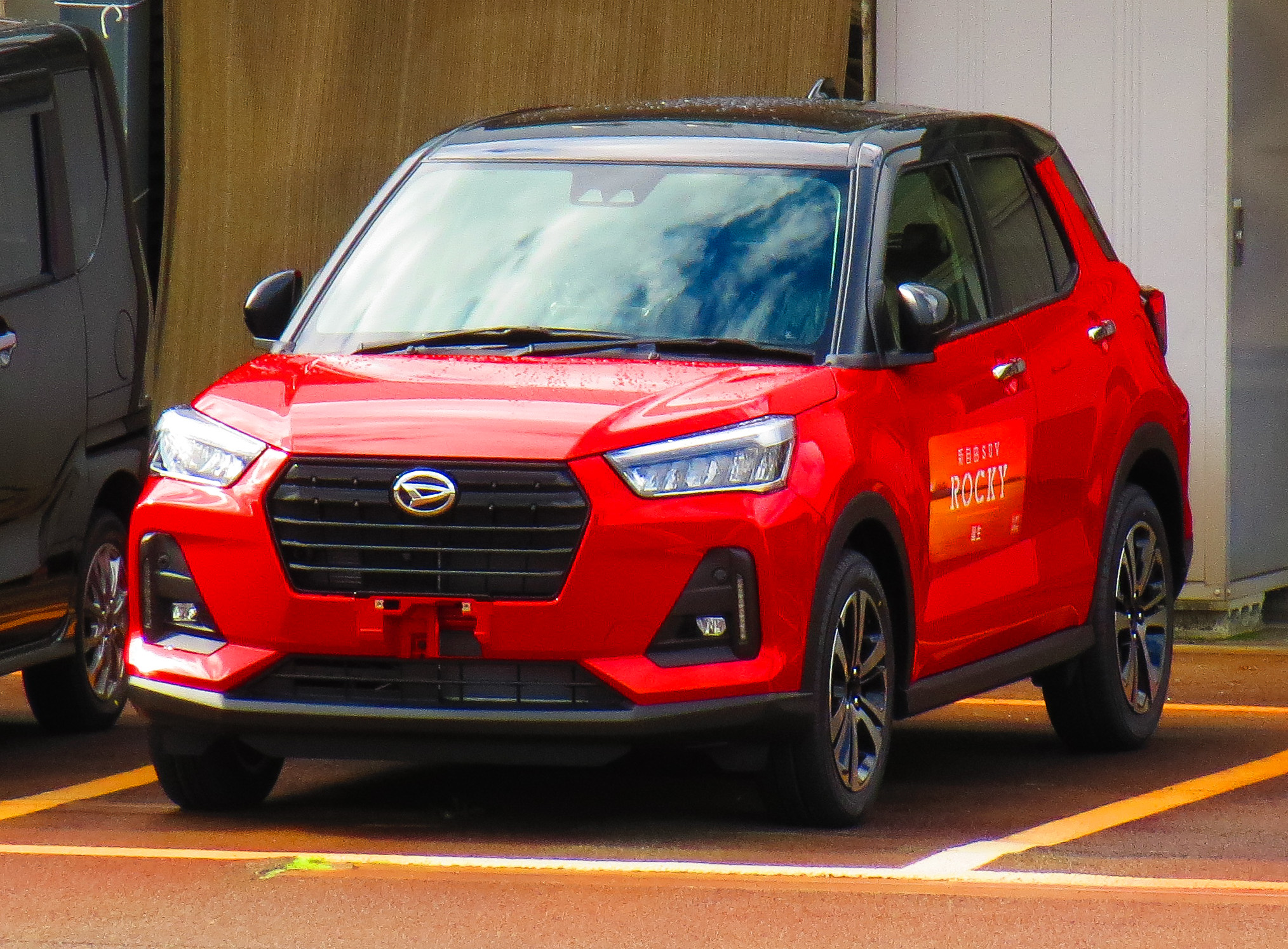
2019年11月発売型 Premium フロント
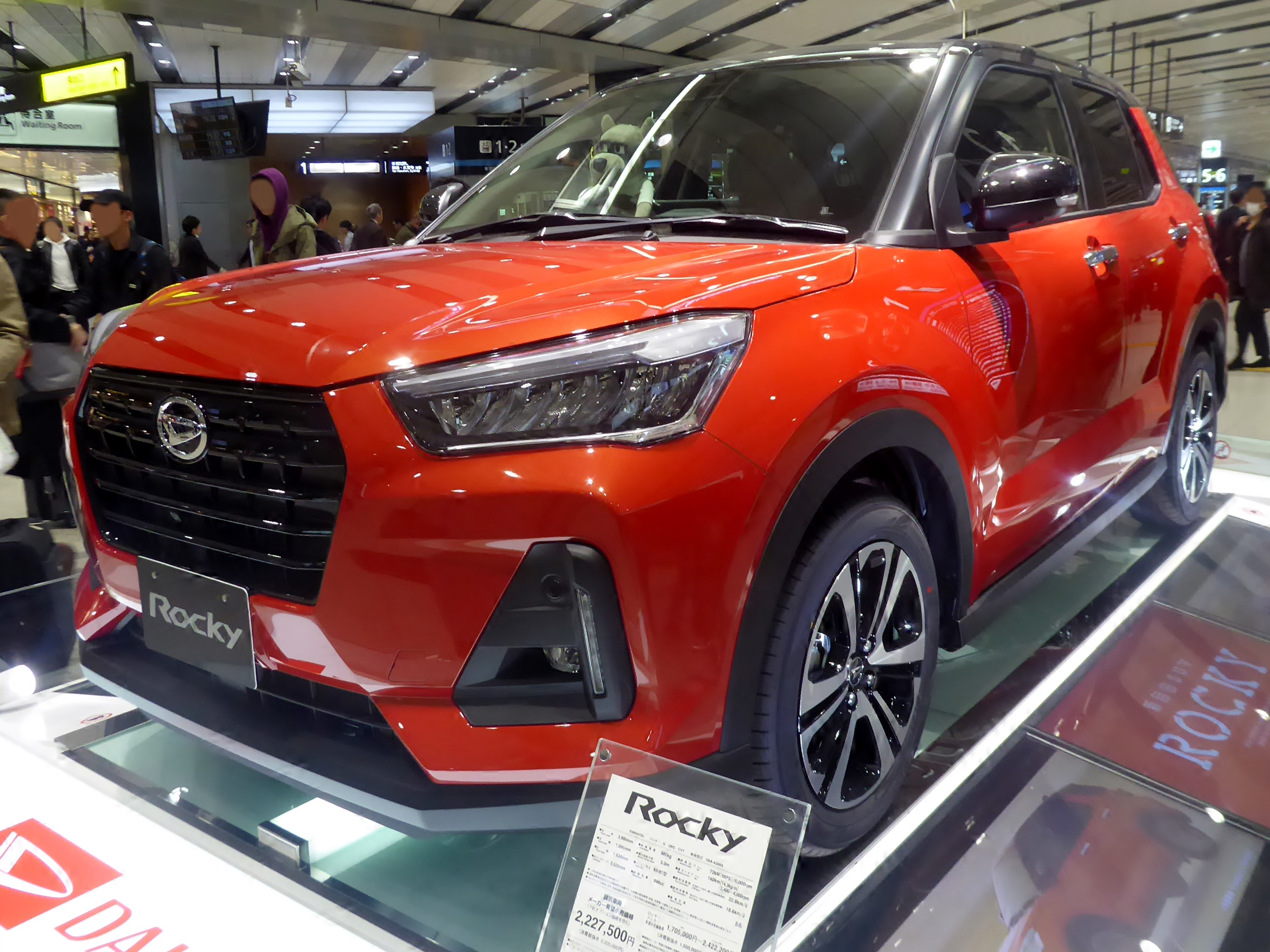
2019年11月発売型 G フロント
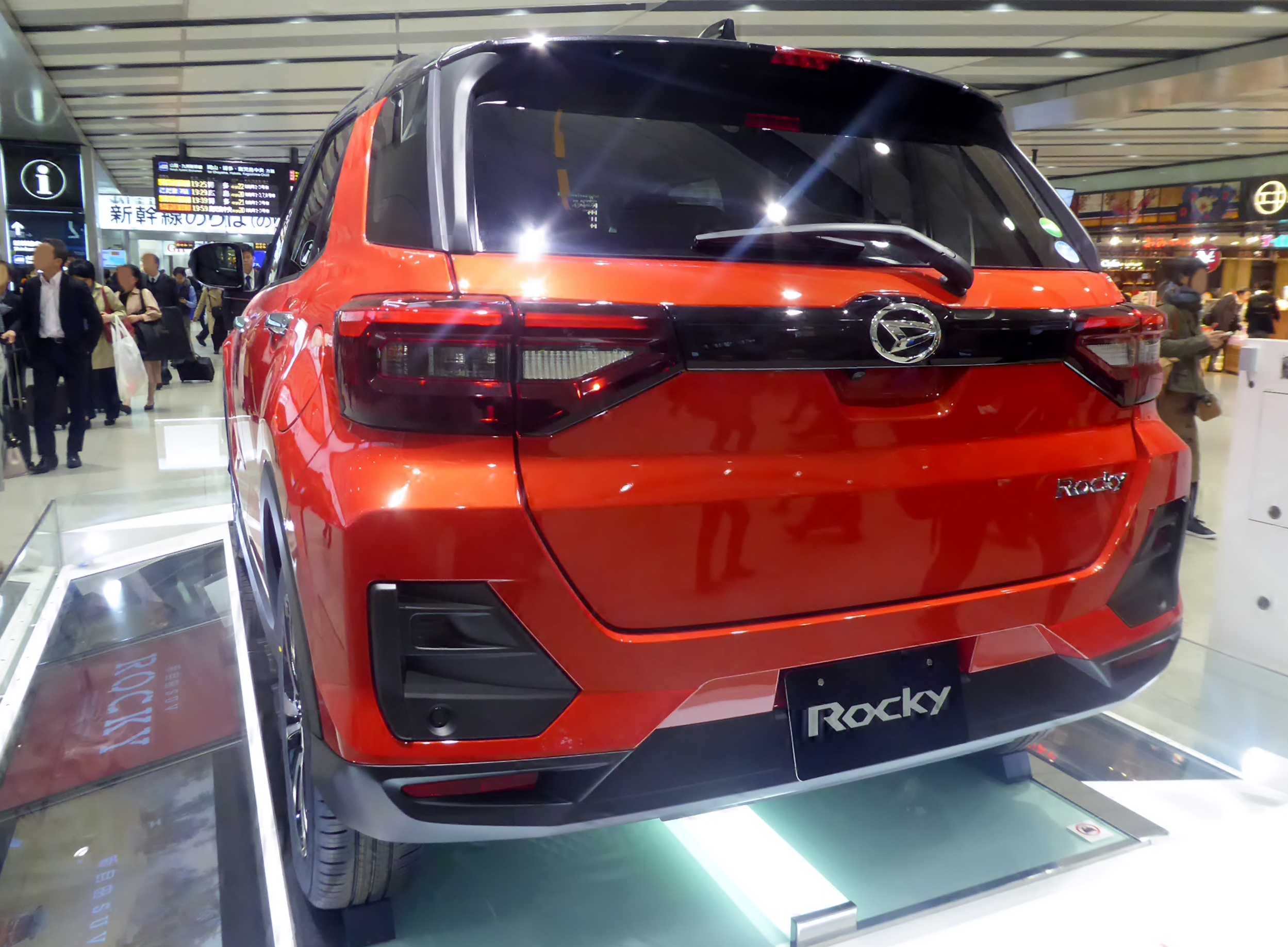
2019年11月発売型 G リア
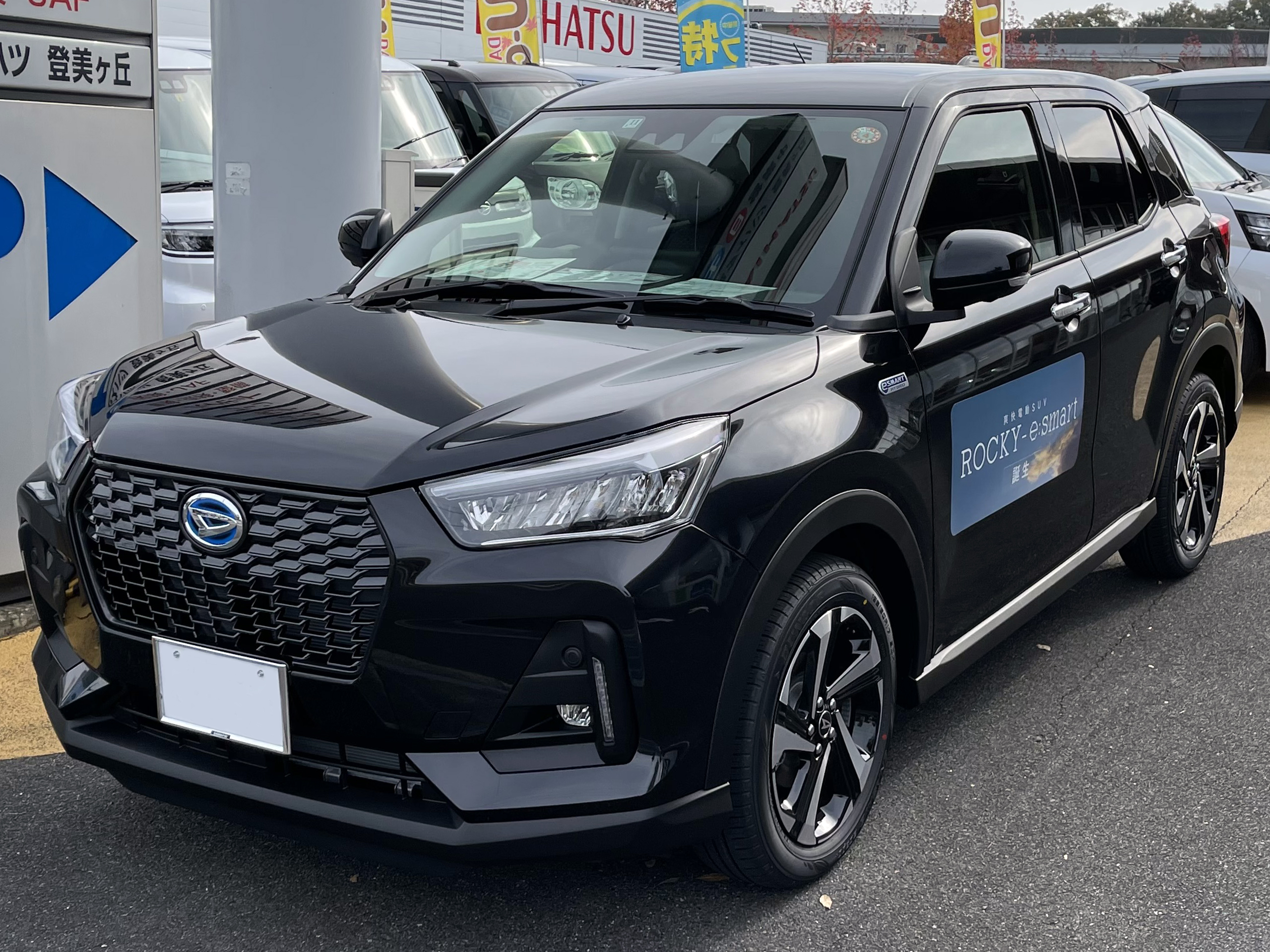
2021年11月改良型 Premium G HEV
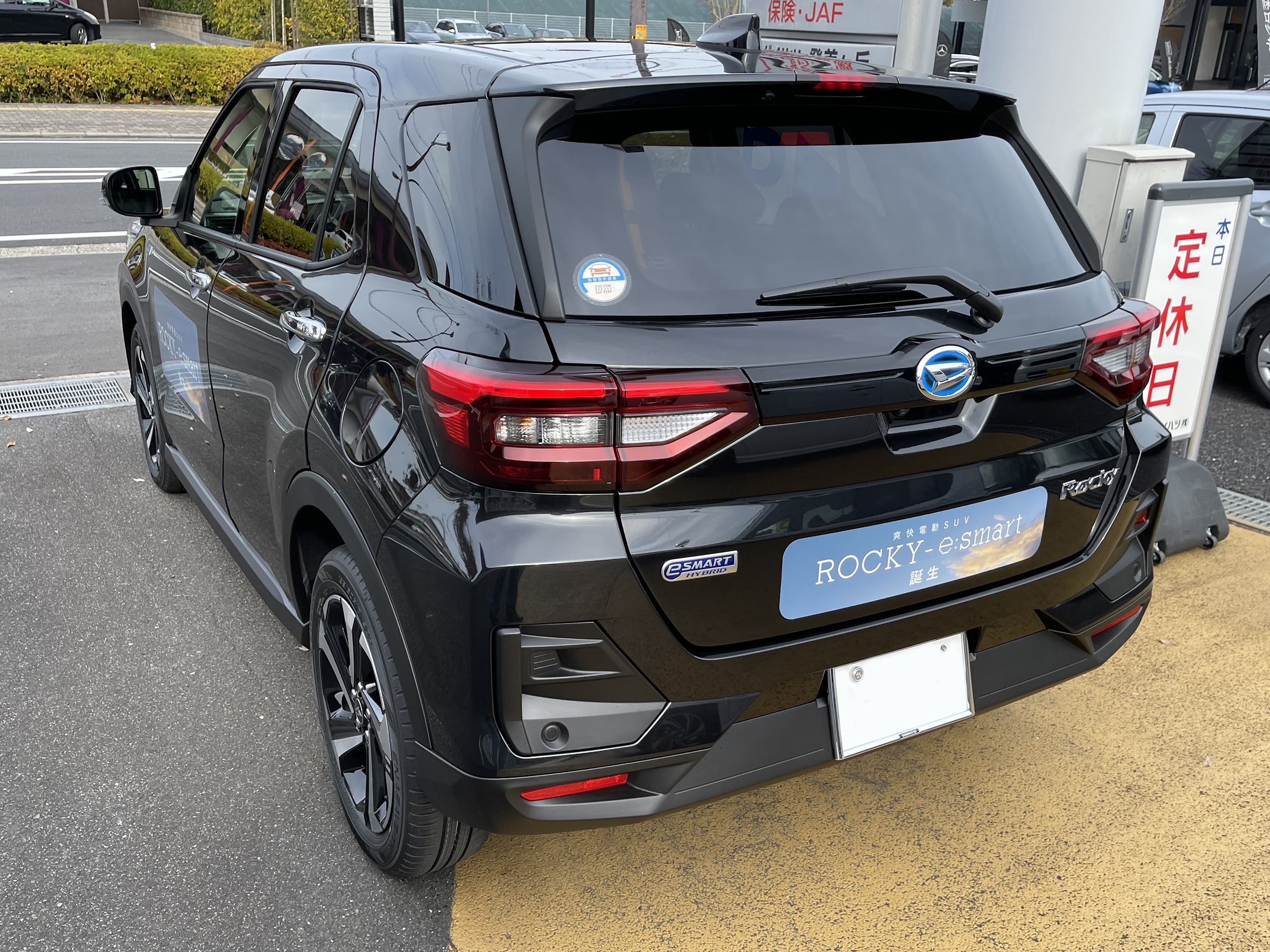
2021年11月改良型 Premium G HEV リア
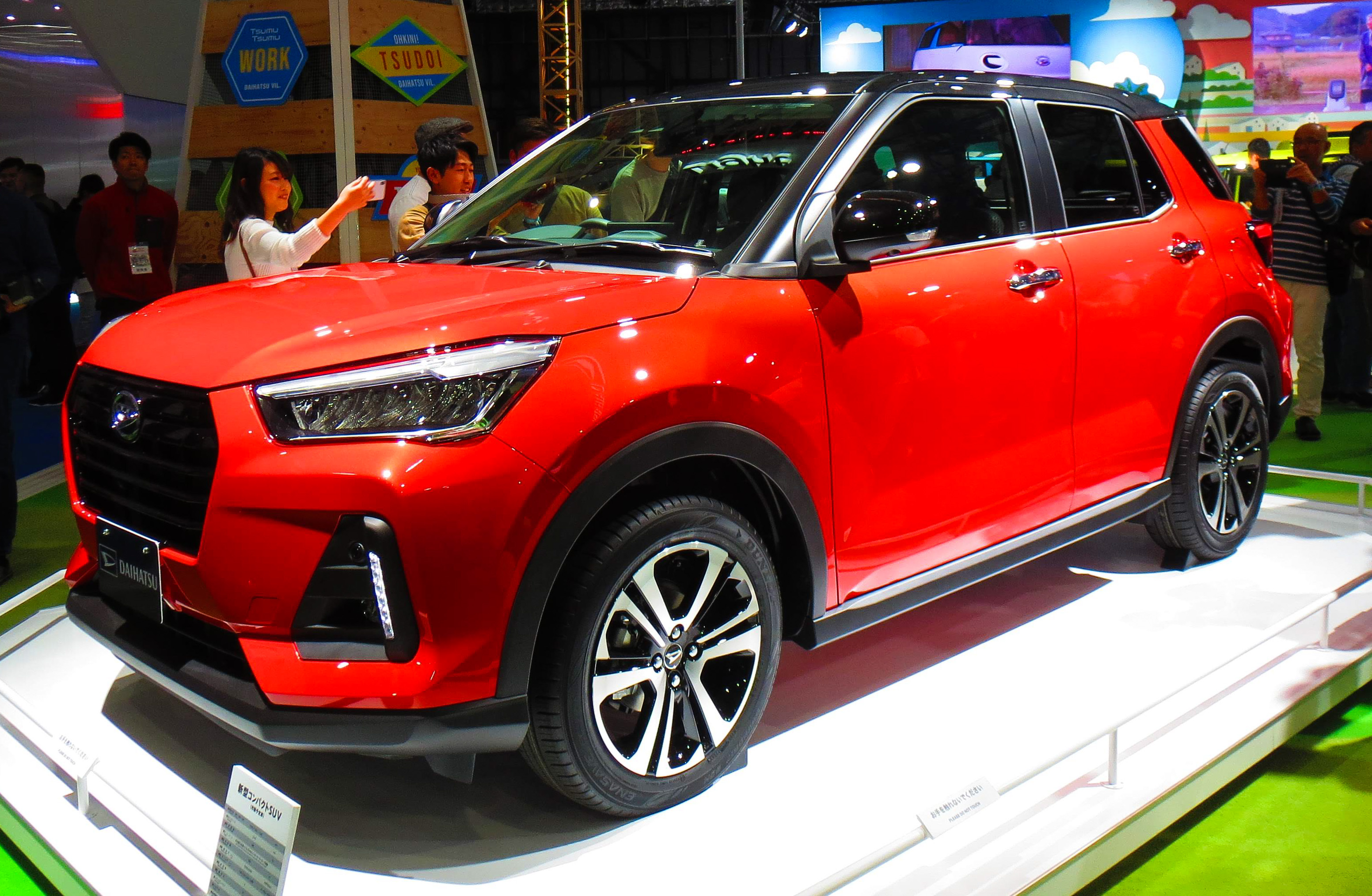
東京モーターショー2019出展車 フロント
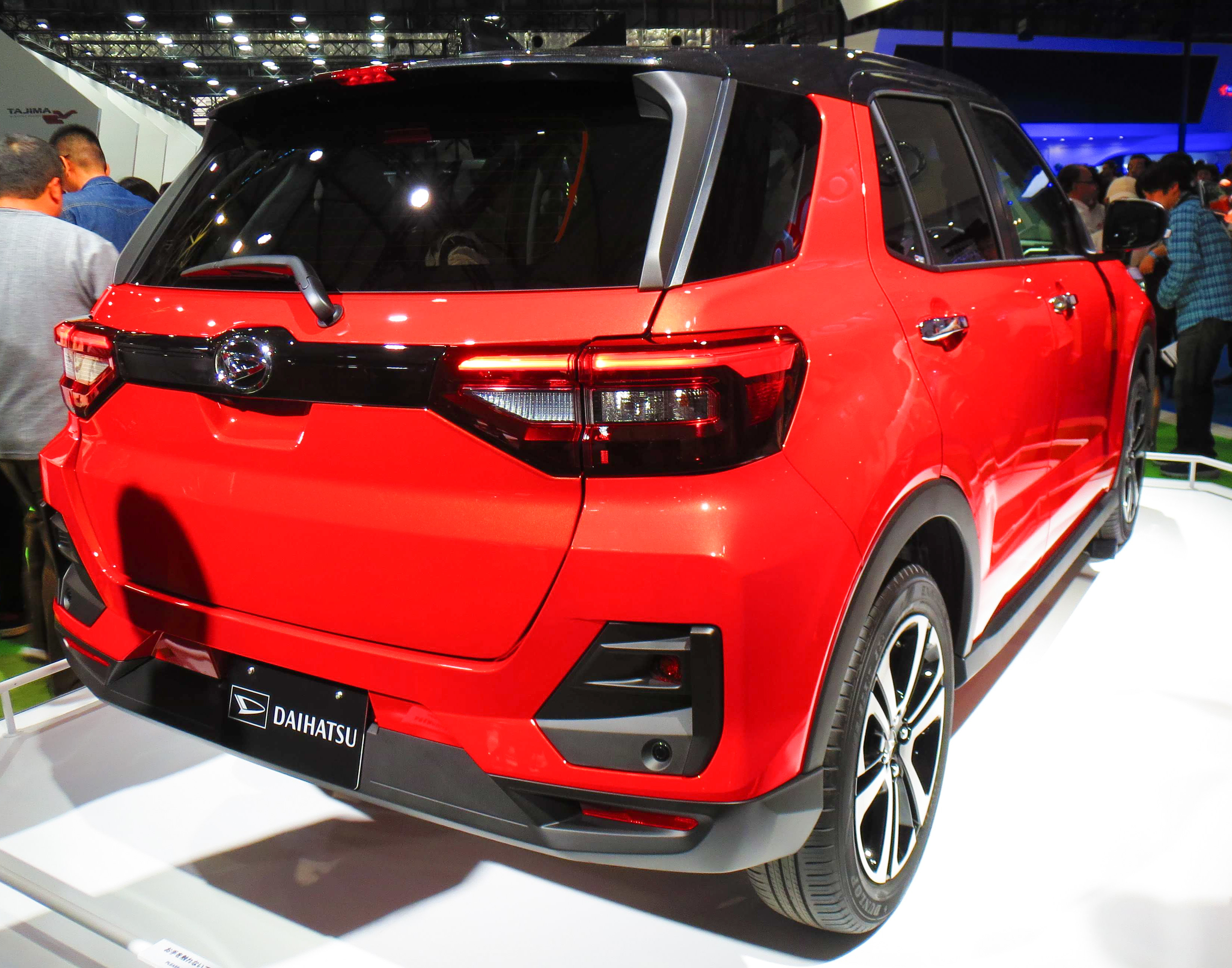
東京モーターショー2019出展車 リア
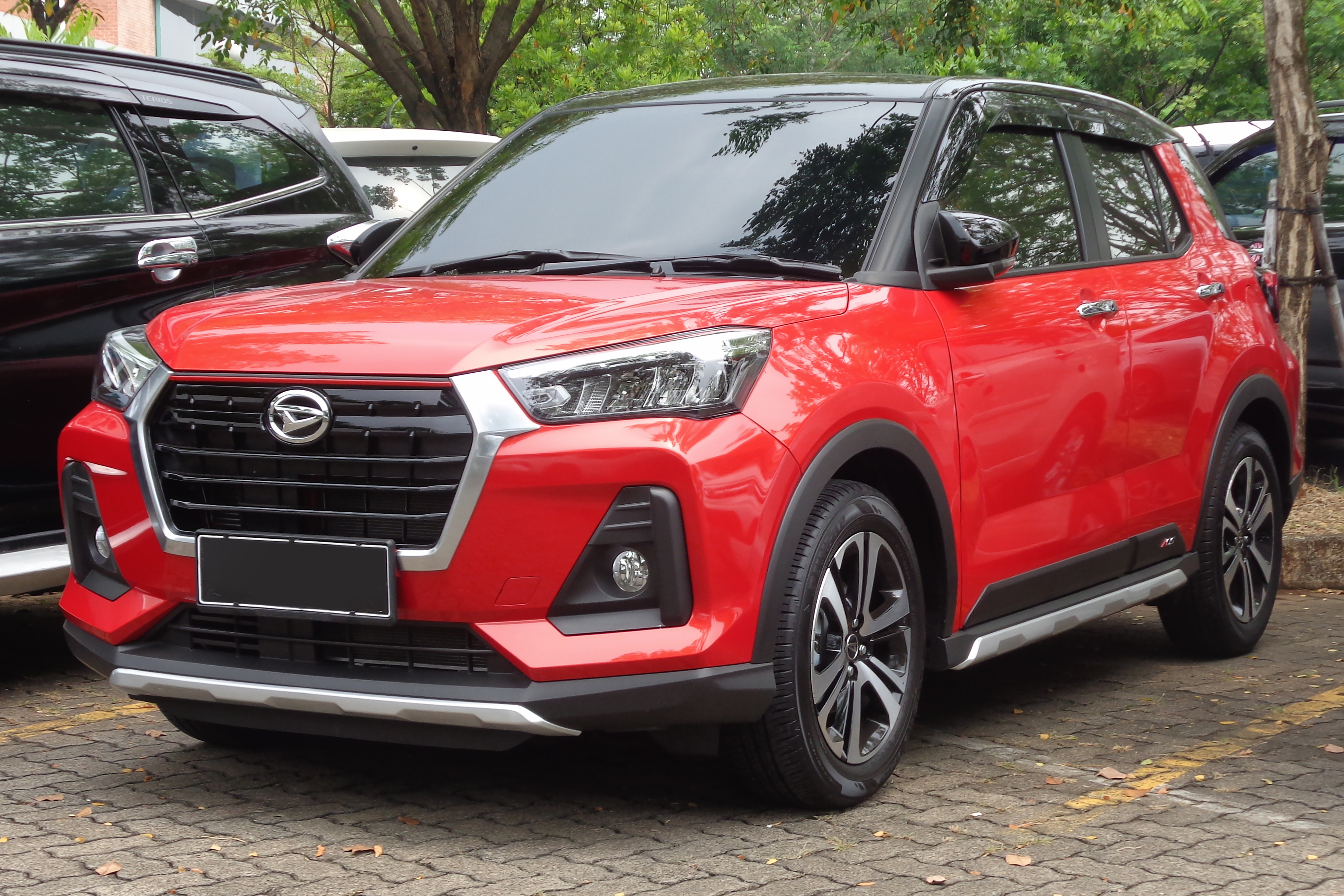
インドネシア仕様 1.0 TC R ADSパッケージ

## 車名の由来
「ROCKY」は、北アメリカ大陸にあるロッキー山脈に由来する。
海外向け仕様としては、北米市場ではロッキーの名称のままであったが、欧州市場では1クラス格上の同社ラガーがすでにロッキーを名乗っていたためフェローザの名称で販売された。